# 马尼亚塞城堡

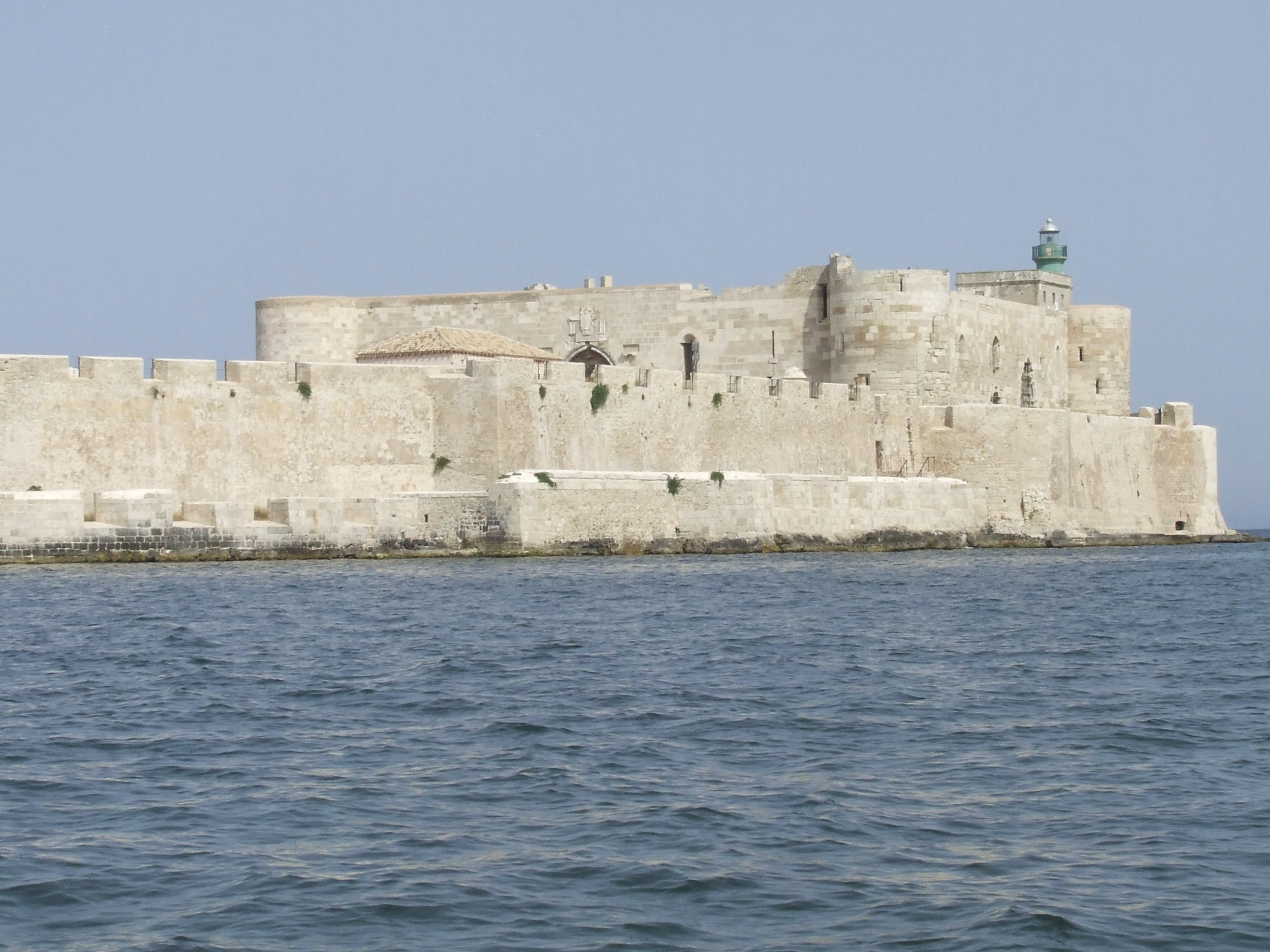
马尼亚塞城堡

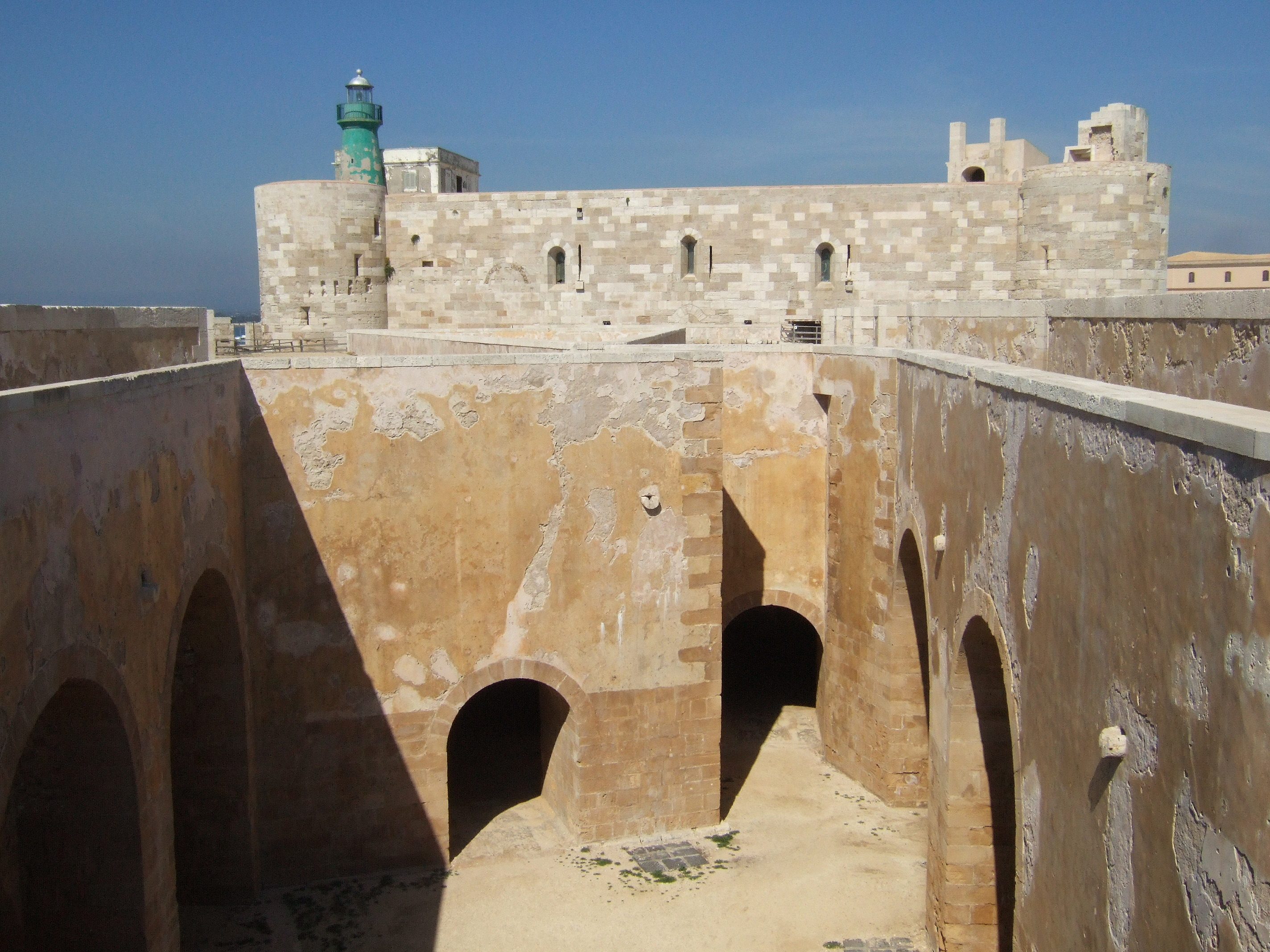

马尼亚塞城堡（義大利語：Castello Maniace）是意大利西西里大区锡拉库萨的一座城堡，位于奥提伽岛岬角的远端，由腓特烈二世建于1232年至1240年间。它得名于拜占庭帝国将军乔治·马尼亚克，他在1038年包围并占领了这座城市。最初，人们只能通过横跨护城河（现在已经填平）的桥进入城堡。这座城堡的一大特色是装饰精美的大门。如今，这座城堡对公众开放，是锡拉库萨当地的旅游景点。

## 历史
1038年，希腊将军、日后的意大利督军乔治·马尼亚克，代表皇帝米海尔四世，从阿拉伯人手中夺取锡拉库萨后，在此修建了第一座堡垒。作为西西里国王的腓特烈二世，让他的建筑师里卡多·达兰蒂尼在1232-1240年间重建城堡。1288年，阿拉贡国王佩德罗三世和他的家人住在这里。从1305年到1536年，这座城堡被西西里的许多皇后用作住所。
在15世纪，这里曾用作监狱。在接下来的一个世纪里，它被纳入了保护海港和城市的防御工事中。1704年，一场巨大的爆炸摧毁了它，之后对它进行了翻修，以适应了枪支的使用。